# Osteophorus roemeri
L'osteoforo (Osteophorus roemeri) è un anfibio temnospondilo estinto, appartenente agli eriopidi. Visse nel Permiano inferiore (circa 299 - 275 milioni di anni fa) e i suoi resti fossili sono stati ritrovati in Europa.

## Descrizione
Questo animale è noto solo per un cranio, purtroppo andato perduto. Non è quindi possibile effettuare una ricostruzione dell'animale completo, ma dal raffronto con animali simili e meglio noti (quali Actinodon e Glaukerpeton) è possibile inferire che Osteophorus fosse un grosso anfibio lungo almeno un metro, dal corpo robusto e corto e dalle zampe ben sviluppate. Il cranio di Osteophorus era lungo quasi venti centimetri, di forma pressoché triangolare se visto dall'alto, ma terminava in un muso leggermente "a spatola", per via delle ossa premascellari ben differenziate dalle ossa mascellari; questa caratteristica lo distingueva dagli affini Actinodon (con il muso più stretto) e Glaukerpeton (dal largo muso parabolico). Altre caratteristiche distintive di Osteophorus erano la presenza di un osso interfrontale e l'assenza di un contatto prefrontale-postfrontale destro (ma curiosamente presente sul lato sinistro del cranio). Come altri eriopidi più derivati, Osteophorus possedeva la parte posteriore del cranio raccorciata e l'osso giugale più ampio dell'orbita.

## Classificazione
Osteophorus è noto esclusivamente per un cranio ben conservato rinvenuto nella zona di Klien Neundorf in Polonia, in terreni risalenti al Permiano inferiore. Il cranio, descritto per la prima volta da Hermann von Meyer nel 1856, venne poi distrutto nel corso della Seconda guerra mondiale, e ne rimangono solo illustrazioni. Altri reperti ascritti alla stessa specie con qualche dubbio provengono dalla Repubblica Ceca.
Dopo essere stato a lungo dimenticato, il genere Osteophorus è stato preso in considerazione nuovamente nel corso del ventunesimo secolo, nell'ambito di uno studio sugli eriopidi, un gruppo di temnospondili tipici del Permiano e del Carbonifero superiore. In particolare, Osteophorus sembrerebbe essere una forma arcaica, più derivata di Actinodon ma meno derivata di Glaukerpeton e di un gruppo comprendente Clamorosaurus, Eryops e Onchiodon.